# Grujinci
Grujinci (Servisch cyrillisch Грујинци) is een plaats in de Servische gemeente Bosilegrad. De plaats telt 93 inwoners (2002).